# بیل راچفورد
بیل راچفورد (انگلیسی: Bill Rochford; ۲۷ مهٔ ۱۹۱۳ – ۹ مارس ۱۹۸۴) بازیکن فوتبال اهل بریتانیا بود.
از باشگاه‌هایی که در آن بازی کرده‌است می‌توان به باشگاه فوتبال پورتسموث، باشگاه فوتبال ساوت‌همپتون، و باشگاه فوتبال کولچستر یونایتد اشاره کرد.